# Diego Abad de Santillán
Diego Abad de Santillán, właśc. Sinesio Vaudilio García Fernández (ur. 20 maja 1897 w Reyero, zm. 18 października 1983 w Barcelonie) – hiszpańsko-argentyński ekonomista, pisarz oraz działacz anarchosyndykalistyczny.

## Życiorys
Santillán urodził się w Reyero, górskiej wiosce w prowincji León. Kiedy miał 8 lat wraz z rodzicami, Donato García Paniagua i Angelą Fernández, wyjechał do Argentyny. Zaczął pracować (w różnych miejscach, m.in. na kolei) w wieku 10 lat, jednocześnie chodząc do szkoły. W 1912 wrócił do Hiszpanii ucząc się najpierw w León, a od 1915 na uniwersytecie w Madrycie. Po strajku generalnym 1917 został skazany na półtora roku więzienia. W czasie strajku i pobytu w więzieniu zaangażował się w ruch anarchistyczny. Zwolniony na mocy amnestii w 1918 wrócił do Argentyny, gdzie zaczął działać w anarchosyndykalistycznym związku zawodowym Regionalnej Federacji Robotników Argentyny (hiszp. Federación Obrera Regional Argentina, FORA); był redaktorem jej tygodnika „La Protesta”.

### Wyjazd z Argentyny
W 1922 Santillán reprezentował FORA na kongresie założycielskim Międzynarodowego Stowarzyszenia Pracowników w Berlinie. Zaczął studiować w tym mieście medycynę; poznał tam swoją przyszłą żonę Elise Kater. W 1925 wydane zostały jego pierwsze książki – Ricardo Flores Magón: el apóstol de la revolución social mexicana (Ricardo Flores Magón, apostoł meksykańskiej rewolucji społecznej) i El anarquismo en el movimiento obrero (Anarchizm w ruchu robotniczym).
W 1926 Santillán przerwał studia i wyjechał do Meksyku, gdzie pomagał tworzyć Powszechną Konfederację Robotników (hiszp. Confederación General de Trabajadores, CGT). Po powrocie do Argentyny kontynuował pracę dla „La Protesta”, jak też dla nowego czasopisma „La Antorcha”; skończył pisanie pracy El movimiento anarquista en la Argentina. Desde sus comienzos hasta el año 1910 (1930) (Ruch anarchistyczny w Argentynie od swoich początków do 1910). Po zamachu stanu José Félixa Uriburu, w 1930, został skazany na śmierć za działalność wywrotową i zbiegł do Urugwaju. Stamtąd przedostał się do Hiszpanii, gdzie właśnie proklamowana została II Republika (1931). Wrócił potajemnie do Argentyny, ale pod koniec 1933 znalazł się z powrotem w Hiszpanii i zamieszkał w Barcelonie.

### Hiszpańska wojna domowa
W 1934 zaczął działać w Iberyjskiej Federacji Anarchistycznej, a w 1935 został jej sekretarzem. Był również redaktorem czasopism „Solidaridad Obrera” i „Tierra y Libertad”; założył także w tym czasie trzy kolejne czasopisma: „Tiempos Nuevos”, „Butlletí de la Conselleria d’Economia” i „Timón”. Po wybuchu wojny domowej i rewolucji w lipcu 1936 reprezentował Federację w Komitecie Milicji Antyfaszystowskich Katalonii, koordynującym działalność różnych milicji w tym regionie. W 1936 ukazała się jego książka El organismo económico de la revolución (Organizacja ekonomiczna rewolucji).
Pomiędzy grudniem 1936 a kwietniem 1937 pracował jako minister gospodarki autonomicznego rządu Katalonii (Generalitat de Catalunya). Krytykował rząd i osobę Juana Negrína oraz piętnował zbrodnie popełniane w czasie wojny przez Komunistyczną Partię Hiszpanii lojalną wobec Kominternu. Ukazały się wówczas kolejne jego książki: La revolución y la guerra de España (1938) oraz bibliografia argentyńskiej literatury anarchistycznej (1938). W kwietniu 1938 Santillán znalazł się w Komitecie Krajowym Antyfaszystowskiego Frontu Ludowego (hiszp. Comité Nacional del Frente Popular Antifascista), w którego skład wchodziły związki zawodowe Krajowa Konfederacja Pracy oraz Powszechny Związek Robotników. Po zwycięstwie frankistów w 1939 przedostał się przez Francję do Argentyny.

### Powrót do Argentyny
W Argentynie Santillán założył kilka kolejnych czasopism, brał udział w redakcji Gran Enciclopedia Argentina (Wielkiej Encyklopedii Argentyńskiej), publikował analizy ruchu robotniczego i peronizmu, a także m.in. Por qué perdimos la guerra (1940) (Dlaczego przegraliśmy wojnę?, później przeniesioną na ekran przez jego syna Francisco Galindo), czy część poświęconą ruchowi robotniczemu (tom 3) w zbiorowej pracy Historia argentina. Kilka napisanych przez niego książek pozostało niewydanych do dziś; znajdują się w Międzynarodowym Instytucie Historii Społecznej w Amsterdamie.
W 1977, w wieku 80 lat, Santillán powrócił do postfrankistowskiej Hiszpanii, ponownie osiedlając się w Barcelonie. W tym samym roku wydał fragment swoich wspomnień pt. Memorias 1897-1936. Zmarł w Barcelonie w 1983.

## Ważniejsze publikacje
- Ricardo Flores Magón; el apóstol de la revolución social Mexicana, México 1925.
- El Anarquismo en el movimiento obrero (z E. Lópezem Arango), Barcelona 1925.
- El movimiento anarquista en la Argentina. Desde sus comienzos hasta el año 1910, Buenos Aires 1930.
- La bancarrota del sistema económico y político del capitalismo 1932
- La F.O.R.A.: ideología y trayectoria del movimiento obrero revolucionario en la Argentina (hiszp), Buenos Aires 1933
- Reconstrucción social: bases para una nueva edificación económica argentina (z Juanem Lazarte), 1933
- Las Cargas tributarias: apuntes sobre las finanzas estatales contemporáneas, Barcelona 1934
- El organismo económico de la revolución, Barcelona 1936 (After the Revolution: Economic Reconstruction in Spain Today (ang) Greenberg 1937)
- La revolución y la guerra de España, La Habana 1938
- Bibliografía anarquista Argentina, Barcelona 1938
- Por qué perdimos la guerra: una contribución a la historia de la tragedia española (hiszp), Buenos Aires 1940
- La crisis del capitalismo y la misión del proletariado, 1946
- „El Movimiento obrero. Anarquismo y socialismo” w: Historia argentina, tom III, Buenos Aires 1965.
- Contribuciones a la historia del movimiento obrero español, 3 tomy, Puebla 1962 – 1971
- De Alfonso XII a Franco: apuntes de historia política de la España moderna, Buenos Aires 1974
- Estrategia y táctica: ayer, hoy y mañana, Madrid 1976
- Memorias 1897-1936, Barcelona 1977